# Supía
Supía ist eine Gemeinde (municipio) im Departamento Caldas in Kolumbien.

## Geographie
Supía liegt im Nordwesten von Caldas in der Subregion Alto Occidente, 77 km von Manizales entfernt, und hat eine Durchschnittstemperatur von 28 °C. Die Gemeinde liegt auf 1183 Metern am Río Supía in der Westkordillere der kolumbianischen Anden. An die Gemeinde grenzen im Norden Caramanta im Departamento de Antioquia, im Osten Marmato und La Merced und im Süden und Westen Riosucio.

## Demographie
Die Gemeinde Supía hat 27.489 Einwohner, von denen 13.463 im städtischen Teil (cabecera municipal) der Gemeinde leben (Stand: 2019).

## Geschichte
Supía geht auf Siedlungen der Sopías aus vorkolonialer Zeit zurück. In der Geschichte der Gemeinde spielen indigene Elemente aus vorspanischer Zeit, spanische Elemente und auch afrikanische Elemente, die durch Sklaven, die in Minen arbeiten mussten, nach Supía gelangten, eine Rolle. Dementsprechend durchmischt ist die heutige Bevölkerung der Gemeinde.

## Wirtschaft
Die wichtigsten Wirtschaftszweige von Supía sind Landwirtschaft (insbesondere Kaffee, Zuckerrohr und Bananen) und Bergbau.

## Feste und Feierlichkeiten
- Feria de la Colación, Feierlichkeiten alle zwei Jahre rund um eine mit Steinnuss gefüllten Süßigkeit
- Fiesta de la Panela, indigene Feier alle zwei Jahre im Dorf Alto de Sevilla
- Fiesta de Santa Lucía, Feier zu Ehren der Heiligen Lucia von Syrakus im Dorf Guamal
- Carnaval Negroide, afrokolumbianischer Karneval alle zwei Jahre im Dorf Guamal[5]